# Вилчитрин
Ви́лчитрин (болг. Вълчитрън) — село в Плевенській області Болгарії. Входить до складу общини Пордим.

## Населення
За даними перепису населення 2011 року у селі проживали 1057 осіб.
Національний склад населення села:
| Національність   | Кількість осіб | Відсоток |
| ---------------- | -------------- | -------- |
| болгари          | 978            | 97,1%    |
| турки            | 20             | 2,0%     |
| цигани           | 8              | 0,8%     |
| Всього відповіли | 1007           |          |

Розподіл населення за віком у 2011 році:
Динаміка населення: